# 彼得·萨夫罗诺夫
彼得·帕夫洛维奇·萨夫罗诺夫（俄语：Пётр Павлович Сафронов，1927年4月15日—2018年2月14日），苏联及俄罗斯军事人物，空军中将。茹科夫斯基空军工程学院副校长（1983年－1987年）。

## 生平
1927年生于坦波夫州。1944年毕业于敖德萨空军专科学校。1945年毕业于第11军事航空学校。1945年至1947年，任斯大林格勒军事航空学校学员、教员（新西伯利亚）。1949年12月毕业于伏龙芝军事航空学校。1958年毕业于空军学院（莫尼诺），在塞兹兰军事航空学校担任教练。
1965年调至远东军区空军第1集团军歼击航空兵第303师，历任团长、副师长、师长。1970年，任空军第1集团军副司令兼作战部长。1972年被派往巴格达，任伊拉克空军和防空军总司令顾问。1974年调至苏军南方集群，任空军第36集团军第一副司令。1977年升任司令。1979年至1980年，担任西伯利亚军区空军司令。
1980年参加苏联－阿富汗战争，驾驶米-8、米-24、安-26、安-30和米格-17等机型执行过276次战斗任务。1983年，任茹科夫斯基空军工程学院副校长。1987年退役。后返聘为该校教师。
2018年2月14日在莫斯科去世。葬于联邦军人纪念公墓。